# Радомське воєводство
Радомське воєводство (пол. województwo radomskie) — адміністративно-територіальна одиниця Польщі найвищого рівня, яка існувала у 1975—1998 роках.
Являло собою одну з 49 основних одиниць адміністративного поділу Польщі, які були скасовані в результаті адміністративної реформи Польщі 1998 року.
Займало площу 7294 км². Адміністративним центром воєводства було місто Радом. Після адміністративної реформи воєводство припинило своє існування і його територія відійшла до Мазовецького, Свентокшиського (Ґміна Ґоварчув) та Лодзинського (Гміна Джевиця) воєводств.

## Воєводи
- 1975–1981 — Роман Мачковський
- 1981 — Фелікс Войткун
- 1981–1990 — Алоїз Войцеховський
- 1990–1992 — Ян Рейчак
- 1992–1994 — Януш Шлянта
- 1994–1996 — Збігнєв Кузмюк
- 1996–1997 — Мирослав Шадковський
- 1997–1998 — Казімеж Влязло

## Районні адміністрації
- Районна адміністрація в Груйці для гмін: Бельськ-Дужий, Блендув, Хинув, Гощин, Груєць, Ясенець, Могельниця, Нове-Място-над-Пилицею, Пневи, Промна та Варка
- Районна адміністрація в Козеницях для гмін: Гарбатка-Летнісько, Гловачув, Гневошув, Грабув-над-Пилицею, Козеніце, Магнушев та Сецехув
- Районна адміністрація у Пшисусі для гмін: Борковіце, Джевиця, Гельнюв, Говарчув, Кльвув, Одживул, Потворув, Пшисуха, Русінув та Вінява
- Районна адміністрація в Радомі для гмін: Білобжегі, Гузд, Ілжа, Ястшебія, Єдлінськ, Єдльня-Летнісько, Казанув, Коваля, Пйонкі, Пшитик, Радзанув, Жечнюв, Скаришев, Стара Блотниця, Стромець, Вежбиця, Волянув, Вецер, Закшев та міст Пйонкі і Радом
- Районна адміністрація у Шидловцю для гмін: Хлевіська, Ястшомб, Мірув, Оронсько та Шидловець
- Районна адміністрація у Зволені для гмін: Хотча, Цепелюв, Ліпсько, Полічна, Пшиленк, Сенно, Солець-над-Віслою, Тчув та Зволень.

## Miasta
Чисельність населення на 31.12.1998
- Радом – 232 262
- Пйонкі – 21 958
- Козеніце – 21 319
- Груєць – 14 802
- Шидловець – 12 975
- Варка – 11 407
- Зволень – 8 156
- Білобжегі – 7 627
- Пшисуха – 6 228
- Ліпсько – 6 016
- Ілжа – 5 262
- Скаришев – 4 237
- Джевиця  – 4 000
- Нове-Място-над-Пилицею – 3 878
- Моґельниця – 2 476
- Висьмежиці – 1 000

### Населення
| Рік         | 1975    | 1980    | 1985    | 1990    | 1995    | 1998    |
| Чисельність | 678 100 | 702 300 | 729 700 | 751 100 | 763 800 | 763 300 |